# Marian Rejewski
  Marian Rejewski    (Bydgoszcz, 16 d'agost de 1905 - Varsòvia, 13 de febrer de 1980) fou un matemàtic i criptògraf polonès que, el 1932, va solucionar la màquina Enigma, el dispositiu de xifrat principal usat per Alemanya a la Segona Guerra Mundial. L'èxit de Rejewski i els seus companys van impulsar Anglaterra a llegir els missatges d'Enigma, i la intel·ligència així guanyada, anomenada codi "ultra", va contribuir, potser decisivament, al final de la Segona Guerra Mundial a Europa.
Mentre estudiava matemàtiques a la universitat de Poznań, Rejewski havia assistit a un curs secret de criptologia donat per l'Oficina de Xifratge de l'Estat Major, amb la qual es va unir a temps complet en 1932. L'Oficina havia tingut poc èxit llegint l'Enigma, i a finals del 1932 va designar a Rejewski per treballar en el problema. Després de només algunes setmanes, ell va deduir el cablejat intern secret de l'Enigma. Rejewski i dos col·legues matemàtics llavors van desenvolupar una varietat de tècniques per al desxiframent regular dels missatges de l'Enigma. Les contribucions de Rejewski inclouen la idea del "catàleg de targetes", derivat del seu "ciclòmetre", i la "bomba".
Cinc setmanes abans de la invasió alemanya de Polònia el 1939, Rejewski i els seus companys van presentar els seus resultats sobre el desxiframent de l'Enigma als representants de la intel·ligència francesa i britànica. Poc després de l'esclat de la guerra, els criptòlegs polonesos van ser evacuats a França, on van continuar el seu treball amb la col·laboració d'Anglaterra i França. Després de la caiguda de França el juny de 1940, una altra vegada van ser obligats a evacuar, però en un lapse de mesos van tornar a treballar encoberts a França de Vichy. Després que, el novembre de 1942, el país fos completament ocupat per Alemanya, Rejewski i el seu company matemàtic Henryk Zygalski van fugir, via Espanya (on van ser detinguts per la policia espanyola a les presons de La Seu d'Urgell i de Lleida, entre gener i maig de 1943), Portugal i Gibraltar, a Gran Bretanya. Allà van treballar en una unitat de l'exèrcit polonès, solucionant xifrats alemanys de baix nivell. El 1946 Rejewski retornar amb la seva família a Polònia i va treballar com a comptable, romanent en silenci pel que fa al seu treball criptogràfic fins a 1967.